# ABAP
ABAP (Advance Business Application Programming) là một ngôn ngữ lập trình phát triển các ứng dụng SAP.
Một chương trình ABAP chứa nhiều dòng mã lệnh (statement). Các mã lệnh này được viết theo đúng nguyên tắc để có thể biên dịch và Execute được.

## Cú pháp
- Tên của một chương trình ABAP thường được bắt đầu bằng Z hoặc Y.
- Các câu lệnh ABAP thường kết thúc bằng dấu chấm.
- Chú thích trong ABAP được dùng là dấu * và dấu ".
- Các loại dữ liệu mà ABAP hỗ trợ: Character, Date, Hexadecimal, Numeric, Time.
- Định nghĩa biến bằng: Data, Parameters và Select-Options.